# 강릉 대창리 당간지주
강릉 대창리 당간지주(江陵 大昌里 幢竿支柱)는 대한민국 강원특별자치도 강릉시에 있는, 남북국 시대 신라의 당간지주이다. 1963년 1월 21일 대한민국의 보물 제82호로 지정되었다.

## 개요
당간지주는 사찰의 입구나 뜰에 세우는 깃대를 고정시키기 위하여 세운 두 개의 돌기둥이다. 깃대에는 사찰의 행사 및 의식이 있거나 부처나 보살의 공덕을 기릴 때 깃발을 단다.
이 당간지주는 깃대는 없어지고 지주만 남은 것이다. 두 지주의 높이는 5.1m이며 서로 1m 사이를 두고 남북으로 마주 서 있다. 지주에는 아무것도 새기지 않았으며, 바깥쪽의 양쪽 모서리를 깎아서 간결하고 소박한 솜씨를 보이고 있다. 지주 정상은 안쪽에서 바깥쪽으로 곡선을 깍아 내려 유려한 모양을 이루고 있다. 깃대를 고정시키는 구멍은 없으며, 정상의 안쪽에는 "ㄴ"자형 홈을 마련하여 깃대를 고정시키도록 하였다. 현재 기단부는 땅 속에 묻혀서 정확한 모습을 알 수 없다. 인접한 수문리 당간지주와 같은 양식이다.
전체적인 양식이 통일신라 하대에 세워진 것으로 추정된다. 부근에서 돌부처, 탑재 등이 출토되어 강릉시립박물관에 전시되어 있다. 이 일대에는 통일신라시대의 용지사, 무진사라고 하는 사찰이 있었다고 전해진다.

## 사진

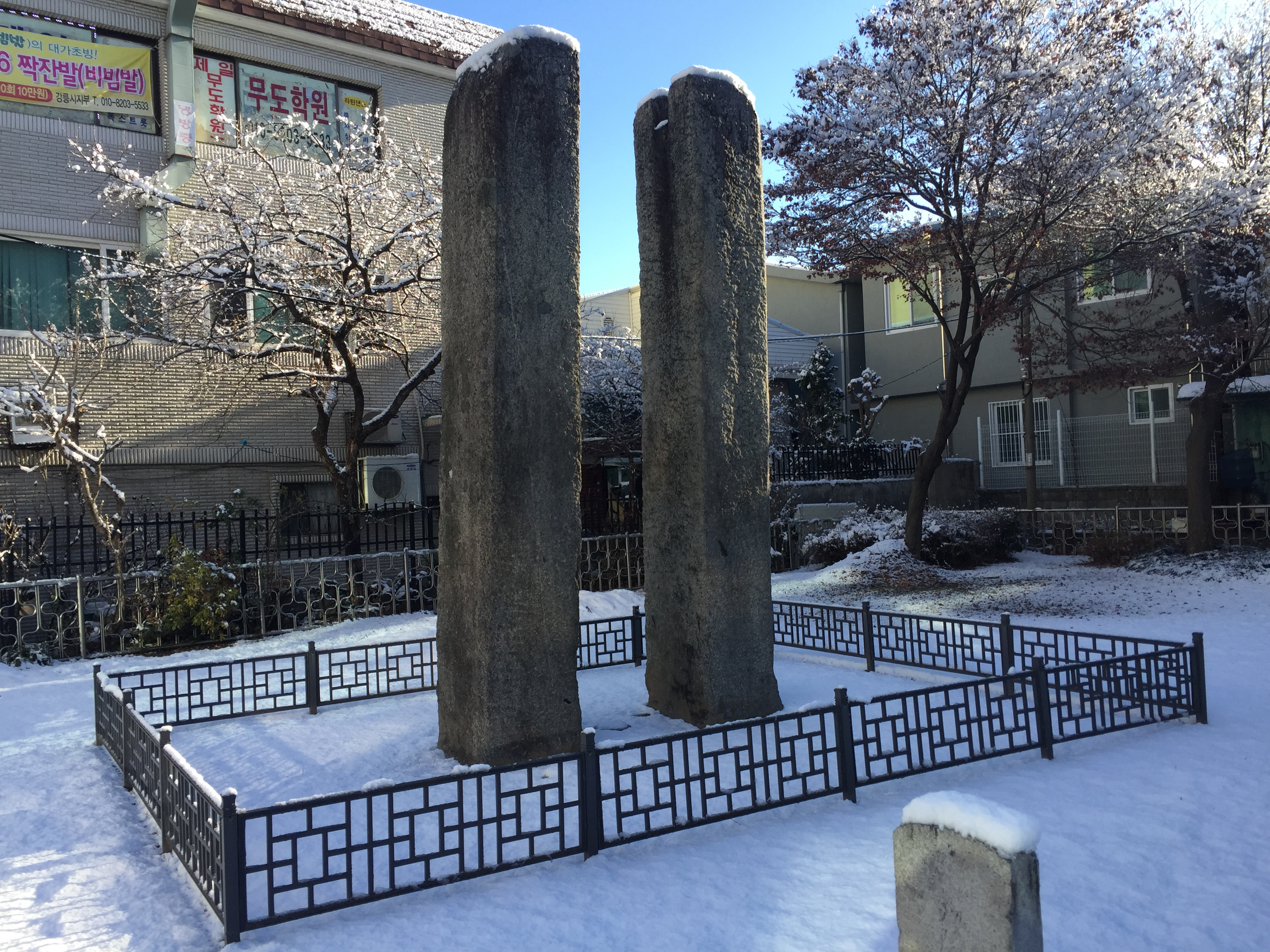
2016년 12월

## 참고 자료
- 강릉 대창리 당간지주 - 국가유산청 국가유산포털